# PFC 베로에 스타라자고라

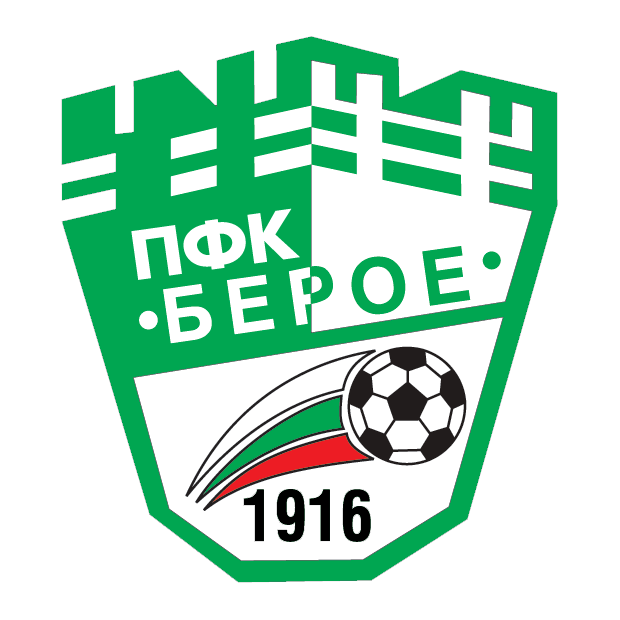

PFC 베로에 스타라자고라(불가리아어: ПФК Берое Стара Загора)는 불가리아의 스타라자고라를 연고지로 한 축구 클럽이다.

## 선수 명단

### 현역
참고: FIFA 자격 규정에 따라 소속된 국가대표팀 국기를 표시합니다. 선수는 복수의 FIFA 비회원국 국적을 가지고 있을 수 있습니다.
| 번호 | 포지션 | 국적            | 이름                 |
| ---- | ------ | --------------- | -------------------- |
| 3    | DF     |                 | 후안 파블로 살로모니 |
| 17   | FW     | 도미니카 공화국 | 후안카 피네다        |

| 번호 | 포지션 | 국적 | 이름 |
| ---- | ------ | ---- | ---- |